# Rex-armaturen
Rex-armaturen är en svensk belysningsarmatur från Bröderna Malmströms metallvarufabrik i Malmö år 1935. Den producerades främst för kontor, varuhus, affärslokaler, arbetsplatser, skolor och läsesalar.

## Produkten
Rex-armaturen består av en innerglob med underdel av opalöverfång och överdel av matterat klarglas samt en överskärm av opalöverfång, champagneöverfång eller i förspeglat utförande. När armaturens överskärm är förspeglad blir den kraftigt djupstrålande. Den tillverkades i tre storlekar, Rex 1 med diameter 250 mm för max 60 W, Rex 2 med diameter 350 mm för max 100 W och Rex 3 med diameter 450 mm för max 200 W.
Produkten hörde till gruppen övervägande direkta armaturer, i kategorin teknisk belysning, när den lanserades år 1935. Med övervägande direkt menades att mer än 60 procent men mindre än 90 procent av den totala ljusströmmen utsändes i nedre halvsfären. Denna grupp av armaturer var särskilt lämpliga i rum där tak och väggar var relativt mörka, där skuggverkan inte skulle störa arbetet, och där relativt kraftig horisontalbelysning under armaturen, till exempel på en bordsyta, önskades.
Armaturmodellen karaktäriseras tydligast av sin vågformade glasyta. Glaset togs fram i samarbete med Rosdala glasbruk. Metalldelarna är förkromade. Längden på pendelröret är vanligtvis 600 mm men variationer kan förekomma. Rex-armaturen hade en relativt kort produktlivscykel. Den var i produktion mellan 1935 och 1938.

## Galleri

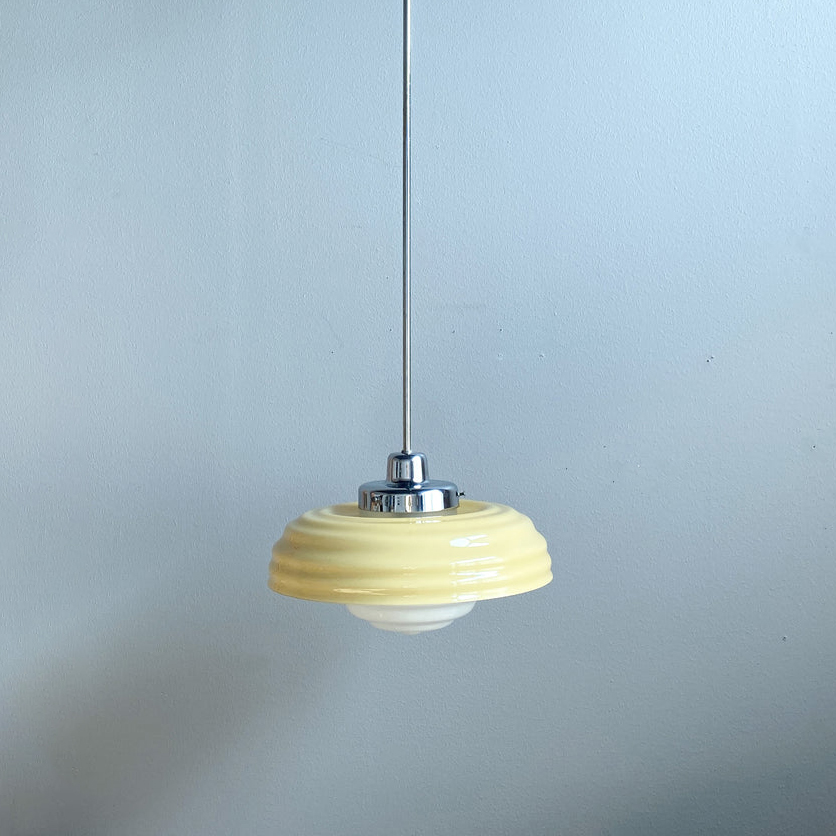
Rex 2, mellanmodellen, överskärm av champagneöverfång.
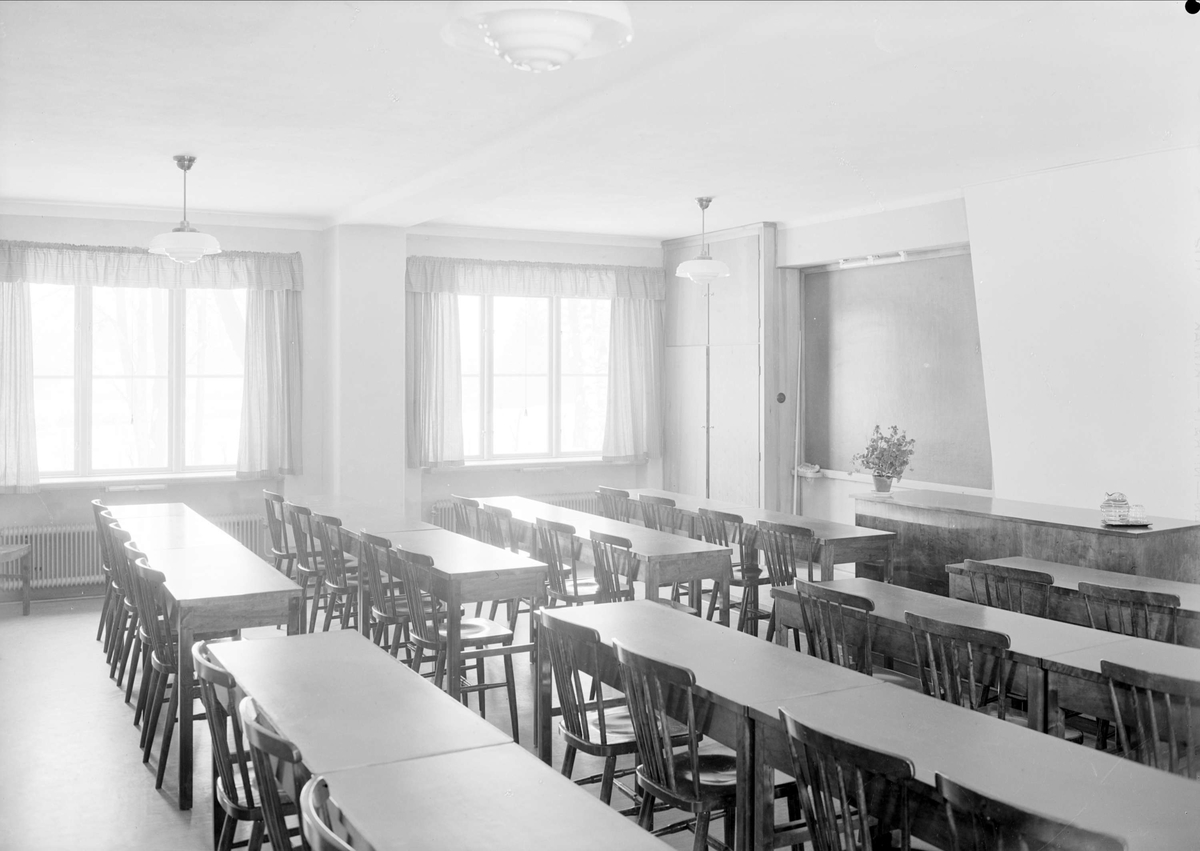
Skolsal, Samariterhemmet, Uppsala.
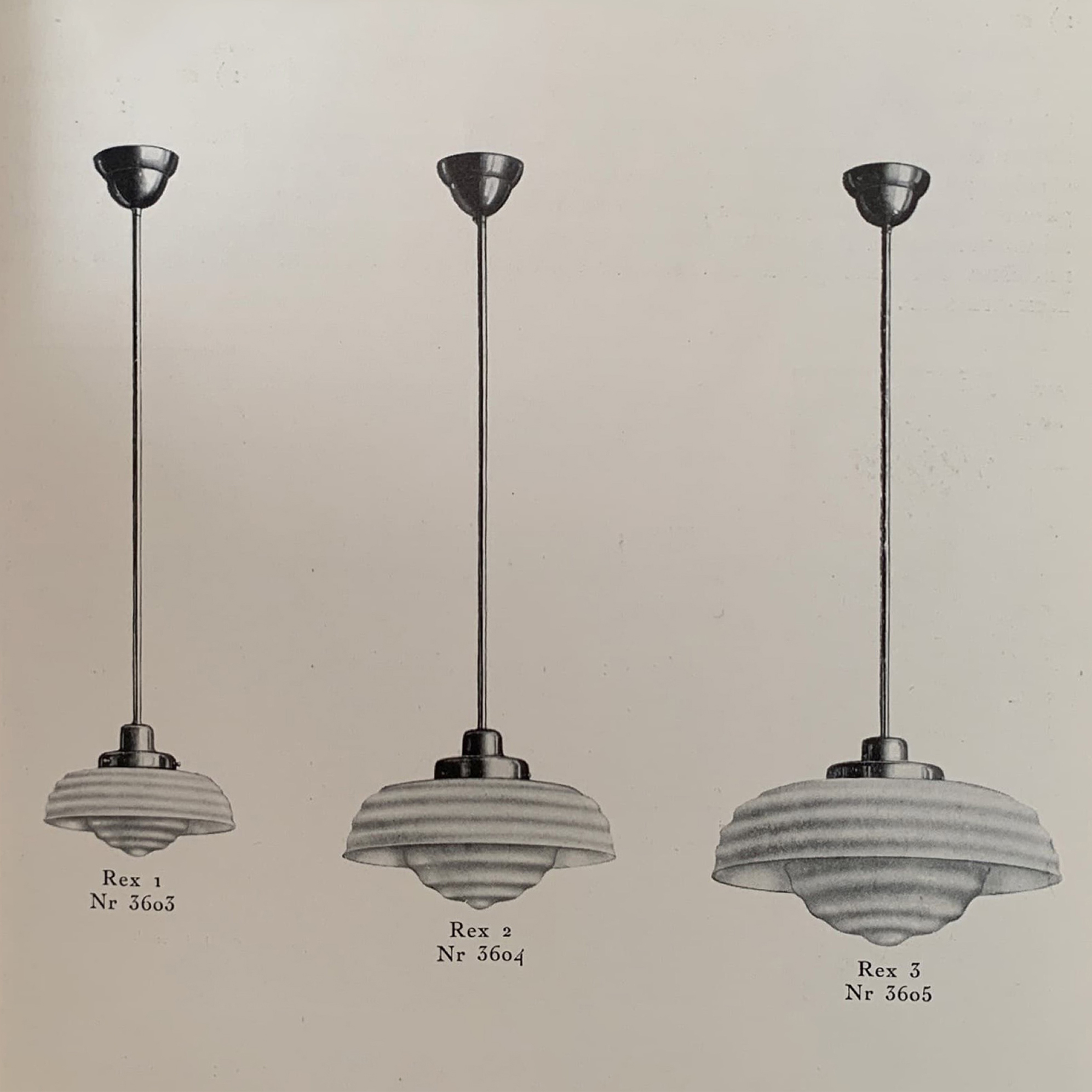
Storlekarna Rex 1–3 avsedda för olika ljusstyrka.